# Печатная форма

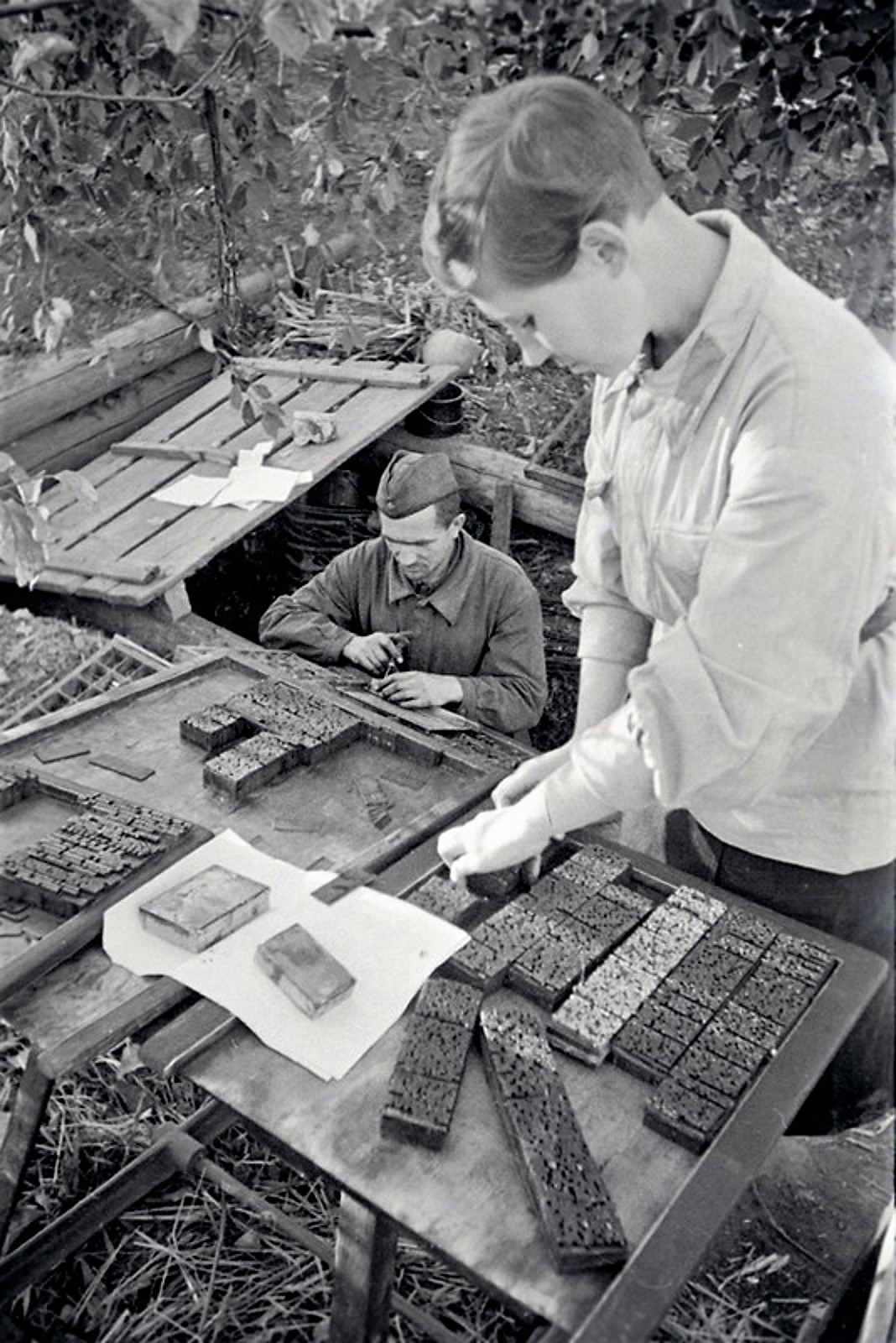
Печатные формы в полевой типографии (1941)

Печа́тная фо́рма — скомплектованный типографский набор; пластина, цилиндр и т. п. формы, поверхность которых содержит печатающие и пробельные элементы. Предназначена для многократного получения печатных оттисков. Взаимное расположение печатающих и пробельных элементов определяет способ печати.
В зависимости от способа печати, вида печатных машин, характера используемых материалов различают следующие печатные формы:
при высокой печати — набор, клише, стереотип; печатающие элементы располагаются выше пробельных.
при плоской печати — форма на монометалле (алюминий, цинк), биметалле и триметалле (например, сталь, медь, хром), на стекле; печатающие элементы располагаются в одной плоскости с пробельными.
при глубокой печати — медные или хромированные цилиндры. Печатающие элементы углублены.